# 마당이 있는 집
Genie TV의 오리지널 콘텐츠 《마당이 있는 집》은 2023년 6월 19일부터 2023년 7월 11일까지 방송된 ENA 월화 드라마다.

## 기획의도
행복한 일상을 의심하기 시작한 여자와 불행한 일상을 탈출하기 위해 분투하는 두 여자의 삶이 교차하며 변해가는 과정을 그린 이야기

## 제작진

### 제작사
- 스튜디오드래곤
- 영화사 도로시

### 제작
- 김호롱
- 김하나

### 극본
- 지아니

### 연출
- 정지현
- 허석원

## 등장 인물
- (†) 표시는 드라마 상에서 최종적으로 사망한 인물이다.

### 주요 인물
- 김태희 : 문주란 역
- 임지연 : 추상은 역
- 김성오 : 박재호 역 (†)
- 최재림 : 김윤범 역 (†) (1회 ~ 3회, 5회 특별출연)

### 주란 주변 인물
- 차성제 : 박승재 역 - 주란과 재호의 아들, 화란의 외손자. 죽은 영란의 조카.
- 백현주 : 화란 역 - 죽은 영란과 주란의 어머니, 재호의 장모. 승재의 외할머니.
- 정운선 : 오해수 역 - 주란의 옆집으로 이사온 여자, 승재의 비밀친구.

### 상은 주변 인물
- 차미경 : 윤명순 역 - 상은의 어머니
- 이은정 : 상은의 올케 역
- 우현 : 상은이 살고 있는 아파트 경비원 역

### 화주 경찰서
- 정희태 : 도경 역 - 강력계 형사
- 김윤정 : 장은제 역 - 강력계 형사

### 키움아이병원
- 미상 : 조건후 역 - 재호의 직장 동료
- 미상 : 민수 역 - 재호와 민수의 직장 동료

### 그 외 인물
- 윤가이 : 이수민 역 (†) (6회) - 성인 남성을 상대로 성매매를 해온 여학생
- 문수영 : 주태경 역
- 미상 : 경찰 역
- 윤지안 : 문영란 역 - 주란의 언니 (†)
- 미상 : 상은의 오빠 역

## OST
- Part.1 주니엘 - Night (2023.06.20 발매)
- Part.2 배다해 - 기묘한 밤 (Merkwürdige Nacht) (2023.07.03 발매)

## 같이 보기
- 대한민국의 텔레비전 드라마 목록
- 2023년 대한민국의 텔레비전 드라마 목록